# 不浄なる暗黒の書
不浄なる暗黒の書（ふじょうなるあんこくのしょ、Book of Vile Darkness）はダンジョンズ&ドラゴンズ第3版ロールプレイングゲーム向けの追加ソースブックである。著者はモンテ・クック、出版社はウィザーズ・オブ・ザ・コーストから2002年10月に発売された。「悪の性格を詳細に調べた」かのように説明し、「ダンジョンズ&ドラゴンズ」の本の中で、成人読者向けのラベルが貼られた初めての製品である。「善」についてのことを書き表した高貴なる行ないの書がそれに続く。

## 発売前
多くの新製品と同じように、ウィザーズ・オブ・ザ・コーストはBook of Vile Darknessを発売の前の月に告知し、プレビューをウェブサイトで公開した。他の製品とは異なり、プレビューを見たMat Smithは、本は「『成人のみ』タイトルとしてリリースされている」として実質的に本の内容については厳密の詳細を明らかにしなかった。その代わりに、彼はこの本がコミュニティによって要求されていたものだったことをその開発者が感じ、そのなにかを「多くの、多くのゲーマーが求めていた。」と強調した。また、本のプロモーションの一環として、パイゾ・パブリッシングは2種のD&D雑誌の中に封印した『成人向け』セクションを掲載した。Dragon300号には、肉体と肌を題材にした魔法、一方Dungeon95号には"The Porphyry House of Horror"というアドベンチャーが印刷され、街の住民にフィーンドを回すため、犠牲的乱交を破壊するためにプレイヤーがハーレムに潜入することを意図する。
ドラゴンランスキャンペーン・セッティングの著者であり共同制作者のトレイシー・ヒックマンは、Dragon300号の記事に対して、メーリングリストニュースレターにおいて「D20のテロリズム」と題する怒りの反応を配信した。ヒックマンはDragonの内容と当時未発表の「不浄なる暗黒の書」の「糞」で「俗悪でくだらなく、品位を傷つける」と両方を説明した。続いてコミックス倫理規定委員会の基準を繰り返し参照し、彼は「アメリカ全土の母親と聖職者が全て暗い恐怖におののいているのは、D&Dが今、突然、真実を持っていることだ。たった1行程で、私はLaura (Curtis) と自分で過去25年にわたってやってきた仕事が地面に倒れ伏したのを見たのだ」と明言した。
ヒックマンの発言に続いて、オンライン・コミュニティでは実質的な論争を巻き込み、パイゾの社長Johnny Wilsonは雑誌の素材を擁護する声明を発表した。彼は、「不浄なる暗黒の書」が論争に発展したのと、ビデオゲームモータルコンバットが同様に論争に巻き込んだことの間の比較を描いた。また彼は「悪の中の不浄にある残虐行為と倒錯を配置するガイドを出版する」ことで、対照的に『本当に英雄的な』ロールプレイングを可能にすると主張した。そして一方恐怖とヒロイズムの実世界の例を引き合いに出すと、たとえばアメリカ同時多発テロ事件、ベトナム戦争そして第二次世界大戦など。それにもかかわらず、彼は封印されたセクションの外のイントロダクションの内容に言及し、それらの中にあったものよりも 「（それ以上の）不快感を与える」として部分的な謝罪を提供しなかった。

## 内容とサポート
「不浄なる暗黒の書」はダンジョンズ&ドラゴンズにおける悪にかかわるいくつかの新しいメカニックを導入し、薬物の使用、悪魔の憑依、拷問、そして生贄の儀式が含まれる。この本はまた18種類の新しい上級クラスを導入する（List of prestige classesを参照）。このソースブックがもっとも補足するものは、新しい呪文、特技そしてマジックアイテムである。堕落した呪文や不浄な特技を含み、悪のキャラクターに新しいメカニックを導入する。またいくつかのアークデヴィルや、アスモデウスそしてオルクスのようなデーモンロードも含まれ、第3版のルールをアップデートする。
カバーアートはen:Henry Higginbothamで、本文アートはen:Daren Bader、en:Thomas Baxa、en:Matt Cavotta、en:Brian Despain、ジェフ・イーズリー、Scott Fischer、en:Lars Grant-West、en:Quinton Hoover、en:Jeremy Jarvis、en:Raven Mimura、en:Vinod Rams、en:Wayne Reynolds、David Roach、en:Richard Sardinha、en:Brian Snoddy、en:Arnie SwekelそしてAnthony Watersである。
ウィザーズ・オブ・ザ・コーストはウェブサイトを通じて本の追加サポートを提供し、ルールの説明、追加のアークフィーンドの詳細
、エピックレベル（20レベル以上）のキャラクターへの「不浄なる暗黒の書」適用コンテンツ、そして落ち着いたスクリーンセーバーが含まれる。しかしながら、基本ルールの第3.5版が発売された後は「不浄なる暗黒の書」のアップデートコンテンツは提供されなかった。

## 評判
en:Silven PublishingのKen Gustafsonは前向きな見通しを執筆した。「全般的に言えば」、Gustafsonは2003年8月の記述で、最近の記憶の中で「不浄なる暗黒の書」はおそらくウィザーズ・オブ・ザ・コーストが出した最高のサプリメントだと述べた。
「不浄なる暗黒の書」の中にある内容やコンセプトの多くは、以降ソースブックに転載または適用されている『成人向け』ラベルの範囲外である。薬物使用のルールは既に印刷されている事実で、一方、後で材料が破損した呪文、不浄な特技、憑依、デーモンロードについての詳細な議論が含まれる。

## ゲーム内の扱い
ゲーム上のフィクションの世界では、「不浄なる暗黒の書」は超自然の本で悪のリファレンスガイドとして機能し、悪の呪文使いに対して経験値と『判断力』能力値にボーナスを付与するが、一方他の（善や中立の）キャラクターが持つとダメージを与えたり堕落させてしまうという特性を持つ。AD&Dではマジックアイテムとしてリストに載っているが、この大作の歴史とそのコピーはサプリメントソースブックで第一に詳細に名前を共有する。最近では、「不浄なる暗黒の書」はD&D第3.5版のダンジョンマスターズ・ガイドの中で、本書は今下級アーティファクトとして考えられている。

## 映画作品
DVD映画ダンジョン&ドラゴン3 太陽の騎士団と暗黒の書が2012年8月に発売された（日本版は2013年4月発売）。

## 書誌情報
- 「ダンジョンズ&ドラゴンズ サプリメント 不浄なる暗黒の書」（2004年9月、ホビージャパン） ISBN 978-4894253452